# Paul Lotsij
Paulus Jan "Paul" Lotsij (Dordrecht, Holanda del Sud, 4 de febrer de 1880 – Amsterdam, 19 de setembre de 1910) va ser un remer neerlandès que va competir cavall del segle xix i el segle xx.
El 1900 va prendre part en els Jocs Olímpics de París, on guanyà una medalla de plata en la prova de quatre amb timoner com a membre de l'equip Minerva Amsterdam. Era germà del també remer Geert Lotsij.